# Mariakerk (Dessau-Roßlau)
De Mariakerk (Duits: Marienkirche) is een oorspronkelijk rooms-katholiek en sinds 1534 protestants kerkgebouw in het centrum van de stad Dessau-Roßlau (Saksen-Anhalt). De kerk werd in de Tweede Wereldoorlog vernietigd en later herbouwd.  

## Geschiedenis
De eerste romaanse Mariakerk werd in het jaar 1263 ingewijd. Op 25 mei 1506 werd ter vervanging van de romaanse kerk door vorst Ernst van Anhalt de eerste steen gelegd voor een nieuwe gotisch bouwwerk. Na de dood van de vorst bespoedigde diens vrouw Margaretha van Munsterberg de voltooiing en op 15 oktober 1523 vond de plechtige wijding plaats door kardinaal aartsbisschop Albrecht van Mainz en Maagdenburg. In de jaren 1540-1541 werd het bouwwerk van gewelven voorzien en van 1551 tot 1554 volgde de bouw van de westelijke toren. 
Als slot- en stadskerk diende het gebouw als grafkerk van het Ascanische Huis tot de bouw van het mausoleum in het huidige Tierpark Dessau. 

## De verwoesting
Op 7 maart 1945 werd het godshuis getroffen door bombardementen. Het gebouw werd tot op de buitenmuren verwoest en het gehele interieur ging door brand verloren. De ruïne van de Mariakerk werd op 1 maart 1983 aan de stad Dessau overgedragen. In de periode van 1989-1998 volgde algehele herbouw. Sindsdien fungeert het gebouw als ruimte voor concerten, theateruitvoeringen, bijzondere tentoonstellingen en andere culturele evenementen.